# Future Leaders Exchange
A Future Leaders Exchange (FLEX) egy egyéves amerikai cserediákprogram, amelyet az Egyesült Államok Külügyminisztériuma támogat, és teljeskörű finanszírozást biztosít minden ösztöndíjat elnyerő diáknak (Freedom Support Act). A program lehetőséget biztosít eurázsiai, főként a volt keleti blokkból származó középiskolás diákoknak (9–10. évfolyamosok), hogy egy évet az Egyesült Államokban töltsenek, ahol egy fogadó családnál élhetnek és egy amerikai középiskolába járhatnak. A programban jelenleg Örményország, Azerbajdzsán, Csehország, Észtország, Grúzia, Görögország, Magyarország, Kazahsztán, Kirgizisztán, Lettország, Litvánia, Moldova, Mongólia, Montenegró, Lengyelország, Románia, Szerbia, Szlovákia, Tádzsikisztán, Türkmenisztán és Ukrajna vesz részt. A program célja a vezetői képességek és a kulturális tudatosság fejlesztése, illetve a nemzetközi kapcsolatok és kollaboráció megerősítése. A jelentkezők átlagosan két százalékát veszik fel a programba.
A programot 1992-ben hozták létre Bill Bradley egykori szenátor kezdeményezésére, aki úgy gondolta, hogy „az USA és Eurázsia közötti tartós béke és megértés biztosításának legjobb módja az, ha a fiatalok a demokráciát saját tapasztalataikon keresztül ismerik meg”. 1993-as indulása óta több mint 18 000 középiskolás tanult az Egyesült Államokban a program keretében 12 eurázsiai országból (a programban korábban részt vevő két további ország Fehéroroszország és Üzbegisztán).

## Fordítás
- Ez a szócikk részben vagy egészben  a   Future Leaders Exchange című angol Wikipédia-szócikk ezen változatának fordításán alapul.  Az eredeti cikk szerkesztőit annak laptörténete sorolja fel. Ez a jelzés csupán a megfogalmazás eredetét és a szerzői jogokat jelzi, nem szolgál a cikkben szereplő információk forrásmegjelöléseként.